# Park Kyung-mo
Park Kyung-mo (* 15. August 1975 in Okcheon) ist ein südkoreanischer Bogenschütze.
Park Kyung-mo gewann bei den Weltmeisterschaften 1993 in Antalya die Goldmedaille im Einzel und Silber mit der Mannschaft. Der nächste größere Erfolg ließ längere Zeit auf sich warten. Bei den Weltmeisterschaften 2001 in Peking gewann Park den Mannschaftstitel. Diesen Erfolg erreichte er auch Weltmeisterschaften 2003 in New York City und Weltmeisterschaften 2005 in Madrid. Im Einzel konnte Park 2001 zudem WM-Bronze gewinnen. Bei den Olympischen Spielen 2004 in Athen wurde der Schütze Fünfter im Einzelwettkampf und siegte mit der südkoreanischen Mannschaft. Bei den Spielen stellte er mit erreichten 173 Ringen einen olympischen Rekord auf. Den Gewinn des Mannschaftsgoldes konnte der Südkoreaner 2008 in Peking wiederholen. Vier Tage nach den Goldgewinn stand er im Finale um die Goldmedaille im Einzelwettbewerb. Überraschend musste er sich mit 112-113 Ringen gegen den Ukrainer Wiktor Ruban geschlagen geben. Zu den Erfolgen bei Großereignissen kommen mehrere Siege und vordere Platzierungen bei Weltcup-Veranstaltungen.